# Tomás II de Saboia
Tomás II de Saboia (Montmélian, 1199 – Chambéry, 7 de fevereiro de 1259) foi senhor do Piemonte e, temporariamente, conde da Flandres e Hainaut e conde de Saboia. Foi o filho mais novo de Tomás I de Saboia e de sua esposa Margarida de Genebra. Está enterrado na Catedral de Aosta.

## Biografia
Primeiro Cônego de Lausana  1224/27, Preboste de Valença e  1227, e cônego na Catedral de Leão, deixa as funções religiosas em 1233 para se preparar à herança do seu irmão mais velho Amadeu IV de Saboia por este não ter na altura um filho varão, mas assim quebra a sequência da dinastia prevista para o seu outro irmão mais velho Aimão.
Obtém o título de Conde de Flandres em sequência do seu casamento com a sua primeira mulher Joana de Flandres mas volta à França depois da sua morte.
O seu irmão, Amadeu, tinha-o entretanto nomeado Conde de Piemonte em 1247 enquanto que se reservava a soberania desse mesmo território. Tomás sucede-lhe em 1253 com o título de Tomás II de Saboia como regente do seu sobrinho Bonifácio de Saboia, posto que ocupa conjuntamente com o de tutela com a mãe do infante.
Casado uma primeira vez, sem dispensa Papal, com Joana de Flandres, viúva de Fernando de Portugal, volta a casar-se, após enviuvar, com Beatriz Fieschi, com quem teve: 
- Tomás III do Piemonte
- Amadeu V de Saboia
- Luís I de Vaud
- Leonor de Saboia
- Margarida de Saboia
- Alice de Saboia